# ظرو عثكولي
ظرو عثكولي (الاسم العلمي: Koelreuteria paniculata)، نوع نبات مُزهر من الفصيلة الصابونية، موطنه شرق آسيا، في الصين وكوريا. أُدخل إلى أوروبا عام 1747، وأمريكا عام 1763، وأصبحت الشجرة من المناظر طبيعية مشهورة في جميع أنحاء العالم. تشمل الأسماء الشائعة شجرة المطر الذهبي، فخر الهند، شجرة الصين، وشجرة البرنيق.